# Rudolf Barsjaj
Rudolf Barsjaj (russisk: Рудольф Борисович Баршай tr. Rudolf Borisovitj Barsjaj ; født 1. oktober 1924, død 2. november 2010) var en russisk dirigent og bratschist.
Han stiftede i 1956 Moskvas Kammerorkester og har blandt andet optrådt med Dmitrij Sjostakovitj og Svjatoslav Rikhter.
I 2000 færdiggjorde han sin rekonstruktion og orkestrering af Gustav Mahlers ufuldendte 10. symfoni, som første gang blev opført af St. Petersborgs Symfoniorkester.
Han har senere vakt opsigt med sin indspilninger af Gustav Mahlers 5. symfoni fra 1999 og indspilningen af sin rekonstruktion af den 10. symfoni fra 2001. Begge indspilninger med Junge Deutsche Philharmonie.